# Hôtel des abbesses de Sainte-Croix
L'Hôtel des abbesses de Sainte-Croix est une maison située à Vasles dans le département français des Deux-Sèvres.

## Historique
La maison est inscrite au titre des monuments historiques depuis le 18 septembre 2006.